# فارماسيا

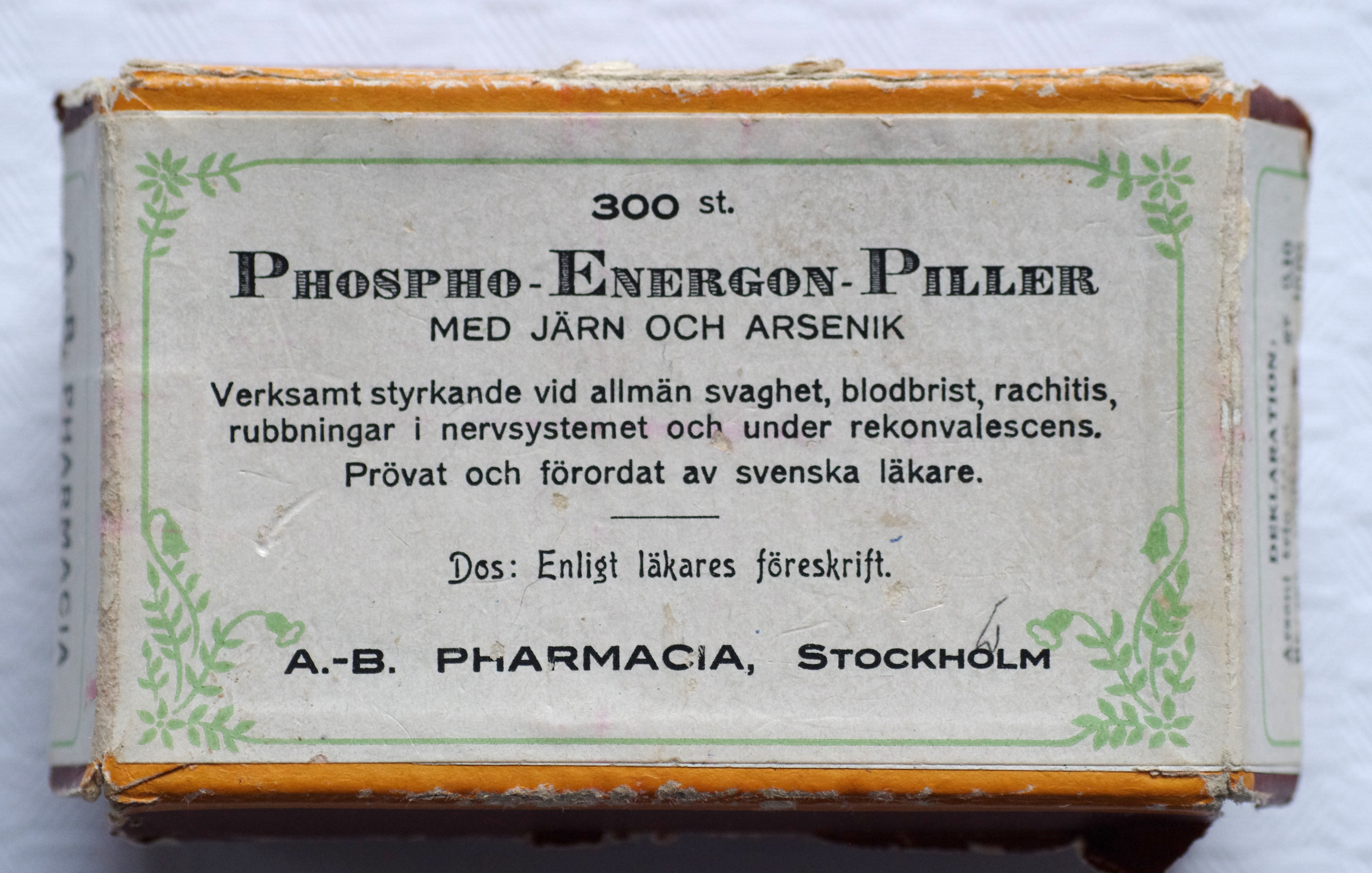
الدواء المعجزة: فوسفو-إنرغون.

فارماسيا (بالإنجليزية: Pharmacia) كانت شركة صناعة دوائية وتقانة حيوية، تأسست في السويد عام 1911. وقد اندمجت عام 1995 مع شركة أبجون الأمريكية.

## تاريخ الشركة
أسسها الصيدلي السويدي غوستاف فيلكس غرونفلدت في صيدلية ألين (بالسويدية: apoteket Elgen) عام 1911 في ستوكهولم. علما أن الشركة حققا أرباحا كبيرة في سنواتها الأولى من خلال الدواء المعجزة: فوسفو-إنرغون (Phospho-Energon).
خلال الحرب العالمية الثانية، قام الكيميائي السويدي بيورن إنجلمان [السويدية] الذي كان يعمل لصالح أرني تيسيليوس في جامعة أوبسالا بأبحاث حول الديكستران متعدد السكاريد فاكتشف مع الباحث الطبي أندرس غرونفال [السويدية] بأنه يمكن استخدام دكستران في تعويض بلازما الدم في نقل الدم، على إثرها اتصلوا بإليس غوت [السويدية] والذي كان يشغل إدارة الشركة في عام 1943 وكان مهتما بهذا الموضوع فتم إنتاج محلول دكستران والذي سمي ماكرودكس (Macrodex) وتم تسويقه بعد 4 سنوات.
أول اندماج لشركة فارماسيا كان مع شركة كابي فيتروم في عام 1990 لتكونان شركة كابي فارماسيا، وكان المقر الرئيسي في أوبسالا، ثم استغني عن تسمية كابي ليبقى الاسم فارماسيا فقط.
وفي عام 1995، اندمجت مع شركة أبجون لتكونان شركة فارماسيا أبجون وكان المقر الرئيسي في لندن.
وفي عام 1997، اندمج قسم التقانة الحيوية الكائن في أوبسالا مع أمرشام لتكونان شركة أمرشام فارماسيا بيوتك (Amersham Pharmacia Biotech). استغني عن اسم فارماسيا لاحقا ثم باعت شركة فارماسيا أبجون حصتها إلى أمرشام بي أل سي. هذه الشركة تغير اسمها في عام 2001 إلى أمرشام بايوساينس (Amersham Biosciences). وفي عام 2004، استحوذت جنرال إلكتريك للرعاية الصحية على أمرشام بايوساينس.
في عام 1985، استحوذت شركة مونسانتو على شركة سيرل (G. D. Searle & Company) والذي حصلت بواسطة على حقوق سيليكوكسيب والذي حصل على ترخيص إدارة الغذاء والدواء في عام 1998 وشاع استخدامه كثيرا. باعت شركة مونسانتو قسمها التغذوي إلى شركة فريسينيوس في عام 1999. اندمجت هذه الشركة في عام 1999 مع فارماسيا أبجون ليصبح اسمها فارماسيا لكن مونسانتو انفصلت عام 2000 مع احتفاظ فارماسيا بسيرل، ثم تقوم فايزر بالاستحواذ على شركة فارماسيا عام 2003 في عرض قدم عام 2002. علما أن شركة فارماسيا وأبجون كانت قد باعت بعض علاماتها التجارية إلى شركة جونسون آند جونسون في عام 1997.
في عام 2004، تم بيع القسم المختص ببحوث الحساسية في أوبسالا تحت اسم فارماسيا دياغنوستكس (Pharmacia Diagnostics)، لكن في يوم 16 كانون الثاني 2006، أعلن عن تغيير اسمها إلى فاديا (Phadia) وليتم الاستغناء نهائيا عن علامة فارماسيا التجارية.
كذلك في عام 2004، تم بيع القسم المختص بالعيون إلى أدفانسد مدكال أوبتكس (AMO)، وما تبقى من فارماسيا في أوبسالا فقد تم بيعه إلى شركة هندية اسمها كمويل (Kemwell) في عام 2006.
أما ما تبقى من فارماسيا في ستوكهولم فقد تم بيعه عام 2001 إلى شركة بايوفيتروم، والتي باعت القسم المختص بمنتجات البلازما إلى أوكتافارما في عام 2002، وما تبقى فقد انتقل إلى بلجيكا عام 2008.
أما ما تبقى في سترانغناس فقد تم توسعته لإنتاج هرمون النمو (جينوتروبين).